# 鬼頭イツ子
鬼頭 イツ子（きとう いつこ、1916年? - 1970年12月19日）は英文学者。鶴見女子大学教授。
日本女子大学卒業。
1960年代前半に、文化放送（JOQR) をキー局とするラジオ番組「百万人の英語」（提供：旺文社）で、講師を務めた。
顔写真は『百万人の英語』または改題後の『English Age』（ともに旺文社発行）で見られる。
1970年12月19日、54歳で死去。

## 著書
- 『生きている英会話 〜あなたは話せる〜』 日本英語教育協会、1962年
- 『〜これだけで足りる〜 日常英会話』 日本英語教育協会、1963年8月
- 『布哇史ものがたり』 東都書籍、1943年